# Psednos islandicus
Psednos islandicus és una espècie de peix pertanyent a la família dels lipàrids.

## Descripció
- Fa 4,6 cm de llargària màxima.
- Nombre de vèrtebres: 43.
- Pell pàl·lida.[5]

## Hàbitat
És un peix marí i batidemersal que viu entre 1.250 i 1.500 m de fondària.

## Distribució geogràfica
Es troba a l'Atlàntic nord-oriental: el sud d'Islàndia.

## Observacions
És inofensiu per als humans.